# Huernia venusta
Huernia venusta är en oleanderväxtart som först beskrevs av Mass., och fick sitt nu gällande namn av Adrian Hardy Haworth. Huernia venusta ingår i släktet Huernia och familjen oleanderväxter. Inga underarter finns listade i Catalogue of Life.